# 나철
나철(羅喆, 본명: 나두영, 본명 한자: 羅斗永, 1863년 12월 2일~1916년 9월 12일)은 조선·대한제국 시대 말기의 관료 겸 문신이자, 대종교의 창시자이기도 하고, 대한제국·일제강점기 시대의 항일 독립운동가이기도 하다. 본은 나주(羅州)이며, 전라도 보성 벌교 생이다.
본명(本名)은 나두영(羅斗永)이고, 개명(改名)은 나인영(羅璌永 → 羅寅永)·나철(羅喆)이기도 한데, 자(字)는 문향(文鄕)이며, 본은 나주(羅州)이고, 아호(雅號)는 홍암(弘巖)이다.
1909년 2월 5일(음력 1909년 1월 15일)에, 단군교라는 대한제국 민족 종교를 첫 개창하여, 이듬해에 단군교 개창 1주년을 앞두고 있던 1910년 1월 15일, 단군교를 대종교로 개편 및 명칭 개칭하였다.

## 생애

### 어린 시절
전라도 보성 벌교 출신 및 낙안 토박이들의 직계 후손인 그는, 일찍이 한학을 공부하였다.

### 공부를 위해 타지로 떠난 후의 관직 생활
1883년(고종 20)에 충청의 충주진영으로 떠난 후, 1886년(고종 23)에 경기의 수원유수부를 거쳐, 1888년(고종 25)에 한성부로 유학을 떠난 그는, 1891년(고종 28)에 조선 시대의 식년시 문과에 병과로 급제하여 1894년(고종 31)에 홍문관의 부정자(副正字)를 지냈으며, 1895년(고종 31)에 홍문관의 가주서에 제수되고, 1896년(건양 원년)에는 탁지부의 징세서장(徵稅署長)에 임명되었으나, 몇년후에 곧 사직하고, 향리를 떠난지도 약15년여만인 1898년(광무 1)에 귀향하였다.

### 낙향 이후의 항일 투쟁
귀향한 후 1904년에 전남 강진의 오기호, 전북 부안의 이기, 최전(崔顓) 등 비롯한 호남 출신의 지식인들과 함께 비밀 결사인 유신회(維新會)를 조직하였고, 을사늑약 직전인 1905년 6월에는 오기호(吳基鎬), 이기(李沂), 홍필주(洪弼周) 등과 일본에 건너가 동양 평화를 위하여 한, 청, 일 3국은 상호 친선 동맹을 체결하고 한국에 대해서는 선린(善隣)의 교의(交誼)로써 협조할 것을 일본의 정객들에게 제의했으나 별 성과가 나타나지 않자 황거 앞에서 단식 농성을 하는 등 일찍부터 민족주의적 운동에 관심이 많았다. 을사늑약이 체결된 뒤에는 이철, 강원상(康元相) 등을 포섭하여 자신회(훗날 오적 암살단으로 개편 및 명칭 개칭)를 결성, 을사오적을 암살하려 했으나 실패하고 1907년 자수하여 지도(智島)에 10년 유형을 선고 조처받았으나, 1년 후 1908년(순종 2)에 상황 태황제 고종의 특별사면으로 인해 풀려났다.

### 대종교를 통한 구국운동
그 후 나철은 구국운동(救國運動)의 일환으로 민족 종교 운동에 주력해 1909년 2월 5일 한성부에서 단군교를 창시했고, 이듬해 1909년 2월 5일(음력 1909년 1월 15일)에, 신흥 단군교의 명칭 또한 대종교로 개칭했다. 일단 1909년 2월 5일, 오기호(吳基鎬) 등 동지 10명과 함께 서울 재동(齋洞)에 《단군대황조신위》(檀君大皇祖神位)를 모셔 놓고 《단군교 포명서》(檀君敎佈明書)를 공포한 것이 단군교, 즉 대종교의 시작이다.
그렇게 첫 개창한지도 1주년을 앞두고 있던 1910년 1월 15일, 대종교로 개칭하는 한편(신도수 2만여 명으로 증가), 동간도 지역에 지사를 설치하였다. 그리고 경술 국치 늑약(한일 병합 조약)이 체결된 이후로는, 일제의 박해를 피해 교단을 만주 쪽으로 이동했는데, 이때 서일을 비롯한 대종교인들이 독립운동에 대거 뛰어들었다. 1914년 3월 13일에는 본사를 그 곳으로 옮겨 포교 영역을 만주 일대까지 넓혔다. 이에 위협을 느낀 일제는 1915년 10월 <종교통제안>을 공포하여 탄압을 노골화하였다.

### 최후
1916년 9월 12일(음력 8월 15일)에, 황해도 구월산 삼성사에서 한배검(단군)에게 제천의식을 올린 뒤 순명삼조(殉命三條, 한배님께 제천하고, 대종교를 위하고, 한배님을 위하고, 인류를 위해 목숨을 끊는다는 내용의 유서)를 남기고 자결했다.

## 사후
- 1962년 건국훈장 독립장이 추서되었다.
- 오늘날 대종교에서는 음력 1월 15일을 중광절(重光節, 나철이 대종교를 창시한 날), 음력 8월 15일을 가경절(嘉慶節, 나철이 순교한 날)로 정하고 이를 기념한다.

## 대종교
1916년 9월 1일(음력 8월 4일)을 기하여, 대종교 2세 교주가 된 김교헌(金敎獻)은 총본사를 동만주 화룡(和龍)으로 옮긴 뒤 홍범규칙(弘範規則)을 공표 및 배포를 하는 한편, 비밀결사단체인 중광단(重光團)을 조직하여 무장독립운동단체인 북로군정서(北路軍政署)로 발전시켰으며 1920년 청산리전투(靑山里戰鬪)에서는 큰 전과를 올렸다. 일제는 이에 대한 보복으로 다음해에 대토벌작전을 전개하여 수많은 교도들을 무차별 학살하였으며, 김교헌은 통분 끝에 병으로 죽었다. 김교헌은 대종교를 제도적으로 정립하고 역사적으로 고증하기 위해 『신단실기』(神檀實記), 『신단민사』(神檀民史), 『단조사고』(檀祖事攷) 등을 저술하였다.
3세 교주가 된 윤세복(尹世復)은 일제의 압력을 받은 길림성장(吉林省長) 장쭤상(張作相)에 의해 <대종교 포교금지령>이 내려지자 총본사를 발해의 옛 도읍터였던 동경성(東京城)으로 이전, 대종학원을 설립하고 대종교서적간행회를 발족시켜 『삼일신고』, 『종지강연』 등을 간행하였다. 그러나 천전(天殿) 건립을 서두르던 중 1942년 11월 윤세복 외 20명의 간부가 <조선독립을 목적으로 한 단체구성>이란 죄목으로 일본 경찰에 검거되어 고문으로 사망하거나 옥사하였다.

## 가경절
1916년 9월 11일(음력 8월 14일), 상교(尙敎) 김두봉(金枓奉)을 비롯한 시봉자(侍奉者) 6명을 대동하고 구월산 삼성사(三聖祠)에 들어가 수행을 시작하였다. 그리고는 사당 앞 언덕에 올라 북으로는 백두산, 남으로는 선조의 묘소를 향해 참배한 뒤 “오늘 3시부터 3일 동안 단식 수도하니 누구라도 문을 열지 말라.”고 문 앞에 써붙인 뒤 수도에 들어갔다. 그러나 16일 새벽 이상스럽게 인기척이 없어 제자들이 문을 뜯고 들어가니, 나철은 자신이 죽음을 택한 이유를 밝힌 유서를 남기고 조식법(調息法)으로 이미 숨을 거둔 뒤였다. 나철의 유언대로 청파호에 유해를 안장하였으며, 그 후 대종교에서는 나철이 운명한 날을 가경절(嘉慶節)이라 하여 4대절(四大節)의 하나로 기념하고 있다.

## 가족
- 증조부 : 나석채(羅碩采)
  - 조부 : 나수천(羅壽天)
    - 아버지 : 나용집(羅龍集), 유학
    - 어머니 : 청주 한씨, 한위정(韓位廷)의 딸

- 처 : 여산 송씨, 송주원(宋柱元)의 딸
  - 장자 : 나정련(羅正練, 1882.9.17~1943.9.17) 독립운동가. 1991년 대한민국 건국훈장 애국장(1968년 대통령표창) 추서.
  - 차자 : 나정문(羅正紋, 1892.11.28~1944.2.7) 독립운동가. 1991년 대한민국 건국훈장 애국장(1968년 대통령표창) 추서.

## 저서
- 『신단실기』(神檀實紀)
- 『삼일신고』(三一神誥)
- 『신리대전』(神理大全) 대종교 경전

## 같이 보기
- 대종교
- 김교헌
- 윤세복
- 신단실기
- 삼일신고

## 참고 자료
- 『대종교중광육십년사』, 대종교종경종사편수위원회, 대종교총본사(1971년)
- 『독립운동의 아버지 나철』, 박성수 저, 북캠프(2003년)
- 이 달의 독립 운동가 상세자료 - 나철, 대한민국 국가보훈처(1993년)
- '홍암 나철 대종사' - 대종교 홈페이지
- '나철' - 한국역대인물 종합정보 시스템[깨진 링크(과거 내용 찾기)]